# Torneo de Promoción y Reserva de 2014
El Torneo de Promoción y Reserva de fútbol del Perú 2014 fue la quinta edición de este torneo. Se inició el 7 de junio y finalizó el 3 de diciembre. Esta edición se jugaró en paralelo al Campeonato Descentralizado 2014.

## Sistema de campeonato
- Constará de 2 ruedas ida y vuelta, todos contra todos, finalizará con la trigésima fecha, de acuerdo al calendario de la Primera Profesional. Asimismo estará sujeto a cambios con relación al partido de mayores.

- Terminada las dos ruedas (30 fechas), los equipos de reserva que ocupen el primer y segundo lugar de la clasificación, recibirán 2 y 1 punto de bonificación respectivamente, los que se asignarán para sus respectivos equipos de primera.

## Equipos participantes
| Club                             | Ciudad    | Entrenador         | Estadio                   | Aforo  |
| -------------------------------- | --------- | ------------------ | ------------------------- | ------ |
| Alianza Lima                     | Lima      | Jaime Duarte       | Alejandro Villanueva      | 35 000 |
| Cienciano                        | Cusco     | Martín García      | Municipal de Urcos        | 10 000 |
| Melgar                           | Arequipa  | Miguel Miranda     | Monumental UNSA           | 60 000 |
| Inti Gas                         | Ayacucho  | Nolberto Tullo     | Ciudad de Cumaná          | 15 000 |
| Juan Aurich                      | Chiclayo  | Daniel Valderrama  | Elías Aguirre             | 25 000 |
| León de Huánuco                  | Huánuco   | César Chacón       | Heraclio Tapia            | 25 000 |
| Los Caimanes                     | Olmos     | Johano Bermúdez    | Francisco Mendoza Pizarro | 5000   |
| Real Garcilaso                   | Cusco     | Martín Vega        | Municipal de Urcos        | 10 000 |
| San Simón                        | Moquegua  | Julio Espinoza     | 25 de Noviembre           | 21 000 |
| Sport Huancayo                   | Huancayo  | Abilio Meneses     | Huancayo                  | 20 000 |
| Sporting Cristal                 | Lima      | Francisco Melgar   | Alberto Gallardo          | 18 000 |
| Unión Comercio                   | Moyobamba | Raymundo Paz       | IPD de Moyobamba          | 6000   |
| Universidad César Vallejo        | Trujillo  | Marcelo Asteggiano | Mansiche                  | 25 000 |
| Universidad San Martín de Porres | Callao    | Orlando Lavalle    | Miguel Grau               | 18 000 |
| UTC de Cajamarca                 | Cajamarca | José Salas         | Héroes de San Ramón       | 12 000 |
| Universitario                    | Lima      | Carlos Silvestri   | Monumental                | 80 093 |

## Torneo del Inca Reservas

### Grupo A
|    | Equipo           | PJ | G  | E | P  | GF | GC | Dif | Pts |
| -- | ---------------- | -- | -- | - | -- | -- | -- | --- | --- |
| 1º | Sporting Cristal | 14 | 10 | 2 | 2  | 32 | 14 | +18 | 32  |
| 2º | León de Huánuco  | 14 | 7  | 4 | 3  | 27 | 15 | +12 | 25  |
| 3º | Juan Aurich      | 14 | 7  | 1 | 6  | 28 | 18 | +10 | 22  |
| 4º | Real Garcilaso   | 14 | 6  | 2 | 6  | 18 | 32 | -14 | 20  |
| 5º | Inti Gas         | 14 | 5  | 4 | 5  | 18 | 25 | -7  | 19  |
| 6º | Unión Comercio   | 14 | 4  | 4 | 6  | 20 | 25 | -5  | 16  |
| 7º | Alianza Lima     | 14 | 4  | 3 | 7  | 23 | 17 | +6  | 15  |
| 8º | San Simón        | 14 | 3  | 0 | 11 | 18 | 38 | -20 | 9   |

|                  | AL  | IG  | JA  | LHU | RG   | SS  | SC  | UC  |
| ---------------- | --- | --- | --- | --- | ---- | --- | --- | --- |
| Alianza Lima     |     | 1-1 | 0-1 | 1-1 | 10-0 | 4-1 | 1-0 | 1-1 |
| Inti Gas         | 2-0 |     | 2-2 | 2-1 | 1-1  | 3-1 | 1-2 | 1-0 |
| Juan Aurich      | 2-1 | 4-0 |     | 1-0 | 6-0  | 2-3 | 1-2 | 1-0 |
| León             | 1-0 | 2-0 | 2-1 |     | 4-1  | 1-0 | 1-2 | 4-1 |
| Real Garcilaso   | 1-0 | 1-2 | 1-0 | 1-1 |      | 6-1 | 1-0 | 2-1 |
| San Simón        | 1-3 | 4-0 | 1-3 | 2-6 | 1-0  |     | 0-2 | 0-2 |
| Sporting Cristal | 3-1 | 4-1 | 2-1 | 2-2 | 5-2  | 2-0 |     | 4-0 |
| Unión Comercio   | 2-0 | 2-2 | 4-3 | 1-1 | 0-1  | 4-3 | 2-2 |     |

|  | Zona de clasificación a partido definitorio. |

### Grupo B
|    | Equipo                           | PJ | G | E | P | GF | GC | Dif | Pts |
| -- | -------------------------------- | -- | - | - | - | -- | -- | --- | --- |
| 1º | Universitario                    | 14 | 8 | 4 | 2 | 21 | 10 | +11 | 28  |
| 2º | Universidad San Martín de Porres | 14 | 7 | 4 | 3 | 21 | 9  | +12 | 25  |
| 3º | Melgar                           | 14 | 7 | 3 | 4 | 19 | 14 | +5  | 24  |
| 4º | Cienciano                        | 14 | 7 | 3 | 4 | 13 | 16 | -3  | 24  |
| 5° | Los Caimanes                     | 14 | 5 | 4 | 5 | 29 | 20 | +9  | 19  |
| 6º | Universidad César Vallejo        | 14 | 4 | 3 | 7 | 20 | 23 | -3  | 15  |
| 7º | UTC de Cajamarca                 | 14 | 3 | 2 | 9 | 11 | 19 | -8  | 11  |
| 8º | Sport Huancayo                   | 14 | 2 | 3 | 9 | 10 | 33 | -23 | 9   |

|                  | CIE | MEL | LC  | SHU | UCV | USMP | U   | UTC |
| ---------------- | --- | --- | --- | --- | --- | ---- | --- | --- |
| Cienciano        |     | 2-1 | 0-3 | 1-0 | 1-0 | 3-1  | 1-1 | 1-1 |
| Melgar           | 1-0 |     | 1-0 | 1-0 | 2-0 | 0-1  | 1-1 | 1-1 |
| Los Caimanes     | 3-0 | 1-1 |     | 7-0 | 4-2 | 1-5  | 3-0 | 2-0 |
| Sport Huancayo   | 0-1 | 0-6 | 1-1 |     | 3-3 | 0-0  | 2-0 | 0-1 |
| U. César Vallejo | 0-1 | 0-2 | 4-4 | 4-0 |     | 0-0  | 1-2 | 4-1 |
| U. San Martín    | 0-0 | 5-1 | 1-0 | 5-1 | 0-1 |      | 0-0 | 2-1 |
| Universitario    | 4-0 | 3-0 | 1-1 | 2-1 | 3-0 | 1-0  |     | 2-0 |
| UTC              | 3-0 | 0-1 | 2-1 | 1-2 | 0-1 | 0-1  | 0-1 |     |

|  | Zona de clasificación a partido definitorio. |

### Partido definitorio
Entre los ganadores de cada grupo se juega 1 partido definitorio, a
efectos de definir al ganador y segundo del Torneo. Este partido se
jugará de preliminar del partido definitorio del torneo de mayores.
Al ganador se le otorgarán 2 puntos y al perdedor 1 punto el cual se la asignará al equipo principal en el Campeonato Descentralizado.
| 29 de mayo de 2014, 20:00 | Sporting Cristal                                                                             | (0:0) (t. s.)(0:0 t. s.)(5:6 p.) | Universitario                                                                                      | Estadio Nacional, Lima       |  |
|                           |                                                                                              |                                  | | Árbitro(s): Augusto Menéndez |  |
|                           |                                                                                              | Tiros desde el punto penal       | |                              |  |
|                           | Villanueva · Ccapacca · Sandoval · Succar · Cossio · Urquiaga · Bernaola · Silva · Vásquez · |                                  | Saco-Vértiz · Camino · Guarderas · Núñez · Huamantica · Dávila · Esparza · Diez Canseco · Reátegui |                              |  |

|                           |
| Campeón                   |
| Universitario 1.er título |

## Torneo Descentralizado Reservas
|  | Pos. | Equipo                           |  | PJ | PG | PE | PP | GF | GC | Dif. | Pts. |
|  | ---- | -------------------------------- |  | -- | -- | -- | -- | -- | -- | ---- | ---- |
|  | 1º   | Melgar                           |  | 30 | 17 | 8  | 5  | 67 | 31 | +36  | 59   |
|  | 2º   | Universitario (1)                |  | 30 | 17 | 6  | 7  | 54 | 30 | +24  | 59   |
|  | 3º   | Sporting Cristal (2)             |  | 30 | 15 | 10 | 5  | 64 | 32 | +32  | 56   |
|  | 4º   | Inti Gas                         |  | 30 | 15 | 8  | 7  | 46 | 34 | +12  | 53   |
|  | 5º   | Los Caimanes                     |  | 30 | 15 | 7  | 8  | 57 | 41 | +16  | 51   |
|  | 6º   | Unión Comercio                   |  | 30 | 13 | 9  | 8  | 46 | 34 | +12  | 48   |
|  | 7º   | Juan Aurich                      |  | 30 | 11 | 8  | 11 | 42 | 34 | +8   | 41   |
|  | 8º   | Alianza Lima                     |  | 30 | 11 | 8  | 11 | 38 | 37 | +1   | 41   |
|  | 9º   | Universidad César Vallejo        |  | 30 | 11 | 5  | 14 | 55 | 51 | +4   | 38   |
|  | 10º  | Real Garcilaso                   |  | 30 | 11 | 5  | 14 | 42 | 64 | -22  | 38   |
|  | 11º  | Universidad San Martín de Porres |  | 30 | 10 | 7  | 13 | 38 | 40 | -2   | 37   |
|  | 12º  | León de Huánuco                  |  | 30 | 9  | 9  | 12 | 38 | 47 | -9   | 36   |
|  | 13º  | UTC                              |  | 30 | 10 | 5  | 15 | 33 | 47 | -14  | 35   |
|  | 14º  | Sport Huancayo                   |  | 30 | 10 | 4  | 16 | 38 | 60 | -22  | 34   |
|  | 15º  | Cienciano                        |  | 30 | 7  | 8  | 15 | 33 | 43 | -10  | 29   |
|  | 16º  | San Simón                        |  | 30 | 2  | 6  | 22 | 23 | 89 | -66  | 12   |

|  | Le otorgará dos (2) puntos adicionales al equipo principal en el Campeonato Descentralizado 2014. |
|  | Le otorgará un (1) punto adicional al equipo principal en el Campeonato Descentralizado 2014.     |

- Debido al empate en puntaje en el primer lugar del acumulado entre Melgar y Universitario, se jugó un partido extra para conocer al campeón y subcampeón del torneo en cancha neutral.

| 3 de diciembre de 2014, 13:30 | Melgar                              | 4:0 (2:0) | Universitario | Estadio Joel Gutiérrez, Tacna |                               |
|                               | Zúñiga 8' (pen.) 68' · Arce 30' 50' |           |               | Árbitro(s): Miguel Santiváñez | Árbitro(s): Miguel Santiváñez |

| 1          | POR        | Jonathan Medina |       |
| 3          | DEF        | Víctor Balta    | Salió |
| 4          | DEF        | Renato Valdivia |       |
| 5          | DEF        | Alexis Arias    |       |
| 7          | DEF        | Juan Diego Li   |       |
| 8          | MED        | Miguel Palomino |       |
| 15         | MED        | Luis Hernández  |       |
| 14         | MED        | Kevin Ruíz      | Salió |
| 10         | DEL        | Ysrael Zúñiga   | Salió |
| 17         | DEL        | Patricio Arce   | Salió |
| 18         | DEL        | Nilson Loyola   |       |
| Entrenador | Entrenador | Miguel Miranda  |       |

| 1          | POR        | Carlos Cáceda       |       |
| 2          | DEF        | Pedro Diez Canseco  |       |
| 3          | DEF        | Werner Schuler      |       |
| 4          | DEF        | Diego Chávez        |       |
| 7          | DEF        | Javier Núñez        | Salió |
| 8          | MED        | Christofer Gonzales |       |
| 10         | MED        | Edison Flores       | Salió |
| 11         | MED        | Xiao Taotao         | Salió |
| 13         | MED        | Emmanuel Paucar     |       |
| 20         | DEL        | Josimar Vargas      |       |
| 17         | DEL        | Álvaro Ampuero      | Salió |
| Entrenador | Entrenador | Carlos Silvestri    |       |

| 11 | DEL | Aurelio Gonzáles-Vigil | Entró |
| 9  | DEL | Renzo Valdez           | Entró |
| 2  | DEF | Wilson Vizconde        | Entró |
| 16 | MED | Jean Pierre Valdivia   | Entró |

| 16 | MED | Cesar Huamantica  | Entró |
| 14 | DEF | Franco Otárola    | Entró |
| 14 | DEF | Rafael Guarderas  | Entró |
| 9  | DEL | Gonzalo Maldonado | Entró |
| 18 | DEL | Kevin Paico       | Entró |

| Anotado | 8'  | Ysrael Zúñiga | 1-0 |
| Anotado | 30' | Patricio Arce | 2-0 |
| Anotado | 50' | Patricio Arce | 3-0 |
| Anotado | 68' | Ysrael Zúñiga | 4-0 |

| Amonestado | ' | Kevin Ruiz |

| Amonestado | ' | Rafael Guarderas   |
| Amonestado | ' | Josimar Vargas     |
| Amonestado | ' | Pedro Diez Canseco |

| Otorgado · Otorgado otra vez · Expulsado | ' ' | Werner Schuler |

| Árbitro             | Miguel Santiváñez |
| Árbitros asistentes | Braulio Cornejo   |
| Árbitros asistentes | Marlene Leyton    |

| 1          | POR        | Jonathan Medina |       |
| 3          | DEF        | Víctor Balta    | Salió |
| 4          | DEF        | Renato Valdivia |       |
| 5          | DEF        | Alexis Arias    |       |
| 7          | DEF        | Juan Diego Li   |       |
| 8          | MED        | Miguel Palomino |       |
| 15         | MED        | Luis Hernández  |       |
| 14         | MED        | Kevin Ruíz      | Salió |
| 10         | DEL        | Ysrael Zúñiga   | Salió |
| 17         | DEL        | Patricio Arce   | Salió |
| 18         | DEL        | Nilson Loyola   |       |
| Entrenador | Entrenador | Miguel Miranda  |       |

| 1          | POR        | Carlos Cáceda       |       |
| 2          | DEF        | Pedro Diez Canseco  |       |
| 3          | DEF        | Werner Schuler      |       |
| 4          | DEF        | Diego Chávez        |       |
| 7          | DEF        | Javier Núñez        | Salió |
| 8          | MED        | Christofer Gonzales |       |
| 10         | MED        | Edison Flores       | Salió |
| 11         | MED        | Xiao Taotao         | Salió |
| 13         | MED        | Emmanuel Paucar     |       |
| 20         | DEL        | Josimar Vargas      |       |
| 17         | DEL        | Álvaro Ampuero      | Salió |
| Entrenador | Entrenador | Carlos Silvestri    |       |

| 11 | DEL | Aurelio Gonzáles-Vigil | Entró |
| 9  | DEL | Renzo Valdez           | Entró |
| 2  | DEF | Wilson Vizconde        | Entró |
| 16 | MED | Jean Pierre Valdivia   | Entró |

| 16 | MED | Cesar Huamantica  | Entró |
| 14 | DEF | Franco Otárola    | Entró |
| 14 | DEF | Rafael Guarderas  | Entró |
| 9  | DEL | Gonzalo Maldonado | Entró |
| 18 | DEL | Kevin Paico       | Entró |

| Anotado | 8'  | Ysrael Zúñiga | 1-0 |
| Anotado | 30' | Patricio Arce | 2-0 |
| Anotado | 50' | Patricio Arce | 3-0 |
| Anotado | 68' | Ysrael Zúñiga | 4-0 |

| Amonestado | ' | Kevin Ruiz |

| Amonestado | ' | Rafael Guarderas   |
| Amonestado | ' | Josimar Vargas     |
| Amonestado | ' | Pedro Diez Canseco |

| Otorgado · Otorgado otra vez · Expulsado | ' ' | Werner Schuler |

| Árbitro             | Miguel Santiváñez |
| Árbitros asistentes | Braulio Cornejo   |
| Árbitros asistentes | Marlene Leyton    |

|                    |
| Campeón            |
| Melgar 1.er título |

## Resultados
Las filas corresponden a los encuentros de local de cada uno de los equipos, mientras que las columnas corresponden a los encuentros de visitante. Según las filas, los resultados en color azul corresponden a victoria del equipo local, rojo a victoria visitante y blanco a empate.
|                                  | AL  | CIE | MEL | INT | JA  | LHU | LC  | RG  | SS  | SHU | SC  | UC  | UCV | USMP | UTC | U   |
| -------------------------------- | --- | --- | --- | --- | --- | --- | --- | --- | --- | --- | --- | --- | --- | ---- | --- | --- |
| Alianza Lima                     |     |     | 3-3 |     | 2-2 |     |     | 2-1 |     | 1-1 |     |     | 1-0 |      |     | 0-3 |
| Cienciano                        | 0-0 |     | 1-2 |     | 1-0 |     |     | 0-0 |     |     |     |     | 1-0 |      |     | 0-1 |
| Melgar                           | 4-1 | 2-1 |     | 2-0 | 0-0 | 3-0 | 6-2 | 1-1 | 3-0 | 4-0 | 2-2 | 2-0 | 3-0 | 5-1  | 1-0 | 2-1 |
| Inti Gas                         | 1-4 | 1-1 | 3-3 |     |     |     | 1-0 |     | 4-0 |     |     |     |     |      | 2-0 | 2-0 |
| Juan Aurich                      |     |     | 1-2 |     |     | 2-1 |     |     | 1-1 | 2-0 | 0-2 | 1-1 |     |      |     | 2-2 |
| León de Huánuco                  | 0-0 | 1-0 | 2-2 |     |     |     |     |     | 5-1 |     |     |     |     | 1-1  |     | 1-1 |
| Los Caimanes                     |     |     | 2-1 |     | 1-1 |     |     | 2-0 |     |     |     |     | 2-3 |      | 3-1 | 0-0 |
| Real Garcilaso                   |     |     | 0-3 |     |     | 4-2 |     |     |     | 3-1 | 2-2 |     | 2-1 |      |     | 1-4 |
| San Simón                        | 1-2 | 2-0 | 1-1 |     |     |     | 1-3 |     |     |     |     | 1-1 | 1-2 |      |     | 0-5 |
| Sport Huancayo                   |     |     | 0-6 | 1-4 |     | 2-1 |     |     | 5-1 |     |     |     |     | 2-1  |     | 2-1 |
| Sporting Cristal                 |     |     | 2-1 | 0-0 |     | 2-2 |     |     | 5-2 |     |     |     |     | 2-2  |     | 1-1 |
| Unión Comercio                   |     |     | 2-2 | 4-1 |     |     | 0-0 |     |     | 2-0 |     |     |     | 2-0  |     | 2-1 |
| Universidad César Vallejo        |     |     | 0-1 |     | 2-0 | 4-0 |     |     |     | 0-2 | 0-4 |     |     |      |     | 0-0 |
| Universidad San Martín de Porres | 0-2 | 3-2 | 2-0 |     |     |     | 0-3 |     |     |     |     |     | 2-1 |      | 2-0 | 1-2 |
| UTC                              |     |     | 2-0 |     |     |     |     | 2-2 |     |     | 1-1 | 2-1 |     |      |     | 2-1 |
| Universitario                    | 1-0 | 2-2 | 1-0 | 1-0 | 4-2 | 3-2 | 2-1 | 4-0 | 2-0 | 2-0 | 0-2 | 3-2 | 1-0 | 2-3  | 3-0 |     |